# مرتضی‌قلی‌خان قاجار
مرتضی‌قلی‌خان قاجار پسر محمدحسن خان قاجار و یکی از برادران آقامحمدخان بود.
مرتضی‌قلی‌خان چون سایر برادران آقامحمدخان در ظاهر اطاعت امر او را می‌کرد ولی در نهان به دنبال دستیابی به قلمروی تحت حکومت برادر بود. در زمانی که آقامحمدخان در بارفروش بود، برادر دیگرشان رضاقلی‌خان قاجار از استرآباد به آن شهر حمله برد و آغامحمدخان را به اسارت گرفت. در این زمان دوتن دیگر از برادران یعنی مصطفی‌قلی‌خان قاجار و جعفرقلی خان قاجار به گیلان لشکر کشیده بودند و در صدد سرنگونی هدایت‌الله خان فومنی بودند که از سال‌های دور به حکومت آن حدود برقرار بود. ولی پس از شنیدن خبر سقوط بارفروش، مأموریت خود را رها کردند و در بازگشت به مازندران رضاقلی خان را شکست دادند. در این زمان مرتضی‌قلی‌خان فرصت را مناسب دید و بر ساری دست انداخت. آقامحمدخان که تازه از اسارت رهایی یافته بود با لشکری به ساری شتافت و مرتضی‌قلی‌خان را شکست داد و برای آنکه او را راضی کند و از فکر شورش دوباره باز دارد، حکومت هزارجریب، استرآباد و گرگان را به وی سپرد. در سال ۱۱۹۲ قمری شیخ ویس‌خان پسر علی‌مرادخان زند به فرمان پدرش به تسخیر مازندران آمد. مرتضی‌خان که امید داشت به یاری فرمانروای زند بر برادرش چیره شود، بجای مقابله با شیخ ویس‌خان هم‌دست شد. در جنگی که میان آن‌ها و سپاه قاجار به فرماندهی آقامحمدخان درگرفت، آقامحمدخان پیروز شد و مرتضی‌قلی‌خان از راه روسیه به شروان گریخت و به سرعت با خوانین آذربایجان و تالش رشتهٔ دوستی استوار کرد و به یاری آنان به گیلان دست یافت. در سال ۱۲۰۳ قمری آغامحمدخان به دست‌یاری جعفرقلی‌خان و سرداران دیگر خود، مرتضی‌قلی‌خان را از گیلان بیرون راند. مرتضی‌قلی‌خان به تالش گریخت و دوباره به جمع‌آوری سپاه مشغول شد و چندی نگذشت که دوباره گیلان را تسخیر کرد. این بار آغاخان محمدخان، مصطفی‌قلی‌خان را به مقابله فرستاد. در این جنگ نیز مرتضی‌قلی‌خان شکست خورد و به باکو فرار کرد و از آنجا به روسیه رفت. در مسکو سعی کرد کاترین کبیر را به جنگ با ایران تشویق کند که نتیجه آن حمله نظامی روسیه به ایران به فرماندهی «ربوف» بود ولی با مرگ نا به هنگام کاترین، سپاه روسیه عقب‌نشینی کرد. مرتضی‌قلی‌خان تا پایان عمر مقیم روسیه بود و در آستراخان درگذشت.
مرتضی‌قلی خان هفت فرزند داشت که شامل پنج دختر و دو پسر بود. یکی از دخترانش به ازدواج فتحعلی‌شاه درآمد و چهارتن دیگر با چهارتن از پسران فتحعلی‌شاه ازدواج کردند. پسرانش عبارت بودند از مهرعلی خان قاجار که از طرف فتحعلی‌شاه سردار فوج الوار بود و در کرمانشاه زندگی می‌کرد و در سال ۱۲۵۱ قمری درگذشت. پسرش دیگر محمدحسین خان بود که در تبریز در خدمت عباس میرزا به سر می‌برد.